# Памятный знак в честь 60-летия интернациональной дружбы
Этот памятник установлен 

в апреле 1989 года 

в честь 60-летия 

начала дружбы 

и интернациональной 

солидарности 

горняков Дзержинки 

с немецкими 

шахтёрами Мансфельда
Памятный знак в честь 60-летия интернациональной дружбы — памятник истории местного значения в городе Кривой Рог Днепропетровской области.

## История
21 апреля 1989 года в городе Кривой Рог был установлен памятник в честь 60-летия интернациональной дружбы советских горняков рудоуправления имени Ф. Э. Дзержинского и немецких шахтёров горного округа Мансфельд, заложенной подаренным знаменем.
19 ноября 1990 года, решением Днепропетровского облисполкома № 424, объявлен памятником истории местного значения города Кривой Рог под охранным номером 6313.

## Характеристика
Находится в Саксаганском районе по проспекту Героев-подпольщиков 31, перед зданием апелляционного суда.
Представляет собой глыбу железистого кварцита, размерами 1,5×2 м и высотой 2,2 м, установленную на постаменте. На глыбе вертикально размещена полированная гранитная доска в виде флага размерами 50×70 см и толщиной 4 см. На доске высечена 9-строчная надпись на украинском языке.
Постамент в виде 8-угольника, общими размерами 2,2×2,2 м и высотой 0,7 м из железобетона. Все боковые грани по 0,9 м, украшены прямоугольными бетонными плитами с барельефными знаками Fe, по 4 на каждой грани.
Автор проекта — художник-оформитель Евгений Григорьевич Громовик.